# Període Yayoi
El Període Yayoi (en japonès 弥生時代, Yayoi jidai) és un període cultural en la història del Japó que es defineix des de principis del Neolític, continua durant l'Edat de bronze, i acaba durant l'Edat de ferro, entre el 400 aC i el 250 dC.
Des de la dècada de 1980, els estudiosos van argumentar que un període que anteriorment havia estat classificat com una transició del Període Jōmon (14000 aC - 500 dC) s'havia de reanomenar com a període Yayoy primerenc. La data de l'inici d'aquesta transició és controvertida, hi ha estimacions que van des dels segles X fins al III aC.
Rep el nom geogràfic del barri de Tòquio on els arqueòlegs de finals del segle xix van descobrir els primers objectes d'aquesta era. Les característiques que distingeixen el període Yayoi inclouen l'aparició de nous estils de terrissa i l'inici d'una agricultura intensiva d'arròs. En aquest període també es van introduir tècniques de metal·lúrgia basades en l'ús del bronze i el ferro des de la Xina a través de Corea fins al Japó.
El període Yayoi va ser la continuació del període Jōmon en un període comprès entre el sud de Kyūshū i el nord de Honshū. L'evidència arqueològica recolza la idea que durant aquest temps, agricultors Yayoi de la península coreana al Japó es va barrejar amb la població nativa de caçadors-recol·lectors jomon.

## Característiques

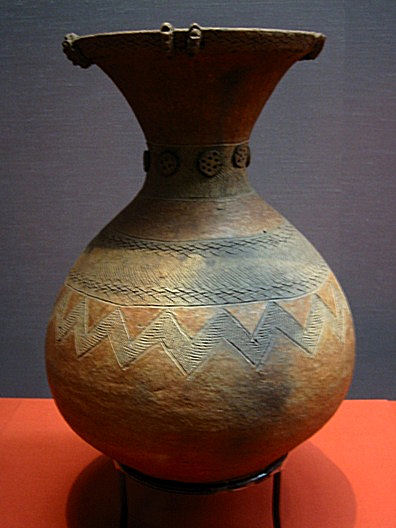
Atuell Yayoi del s. I-III, trobat a Kugahara, Ōta, (Tòquio), Museu Nacional de Tòquio

Generalment s'accepta que el període Yayoi va des del 300 aC fins al 300 dC. No obstant això, encara que molt controvertida, l'evidència de radiocarboni de mostres orgàniques unides a fragments de ceràmica pot suggerir una data fins a 500 anys abans, entre 1.000 aC i 800 aC. Durant aquest període el Japó va fer la transició a una societat agrícola assentada amb mètodes agrícoles que es van introduir al país, inicialment a la regió de Kyushu, des de Corea.
El primers rastres arqueològics de cultura Yayoi són trobats al nord de Kyūshū. La cultura Yayoi es va estendre ràpidament a l'illa de Honshū, barrejant-se amb la cultura nadiua Jōmon. La terrissa Yayoi lluïa una decoració simple, i era produïda amb torn de terrissaire, a diferència de la terrissa Jōmon, que era produïda a mà.
Els artesans Yayoi utilitzaven el bronze per a fer campanes cerimonials (Dōtaku), miralls i armes. Cap al segle i, els grangers Yayoi començaren a utilitzar el ferro per a fer eines per a l'agricultura, i armes.
La població Yayoi creixé i s'enriquí, i la seva societat es va tornar més complexa. Començaren a teixir amb tèxtils, anaren a viure a viles agrícoles sedentàries i construïren edificis de fusta i pedra. També es van enriquir amb la possessió de la terra i l'emmagatzematge de gra. Aquests factors contribuïren al desenvolupament de distintes classes socials. Els caps Yayoi, en algunes parts de Kyūshū, semblen haver contribuït i manipulat políticament l'intercanvi de bronze i altres objectes de valor. Això va ser possible gràcies a la introducció d'una cultura d'irrigacions i arrossars des de l'estuari del riu Iang-Tsé al sud de la Xina, a través de les Illes Ryukyu o la península coreana. L'agricultura d'arrossars conduí al desenvolupament i creixement d'una societat sedentària i agrària al Japó. Els avenços socials i en política local foren molt més importants que les activitats de l'autoritat central en aquella societat estratificada.
Comparacions entre els esquelets Jōmon i Yayoi mostren que els dos pobles eren notablement diferents.
Els Jōmon tendien a ser més baixos, amb unes cames i avantbraços més llargs, ulls més amples, cares més curtes i amples, i una topografia facial més pronunciada. També tenien notablement pronunciats el front, el nas i el pont nasal. Els Yayoi, per contra, mesuraven entre 2 i 5 centímetres més, amb els ulls més junts, cares altes i estretes, i fronts i nassos aplanats. A partir del període Kofun, pràcticament tots els esquelets trobats al Japó, excepte els dels Ainu i els Okinawesos prehistòrics, son semblants als dels japonesos moderns. Avui dia, es pensa que els japonesos moderns són descendents dels immigrants Yayoi barrejats amb els Jōmon indígenes de les illes, mentre que els Ainu són descendents més directes dels Jōmon, amb algunes aportacions genètiques dels Nivkhs i dels immigrants Yayoi.

## Història

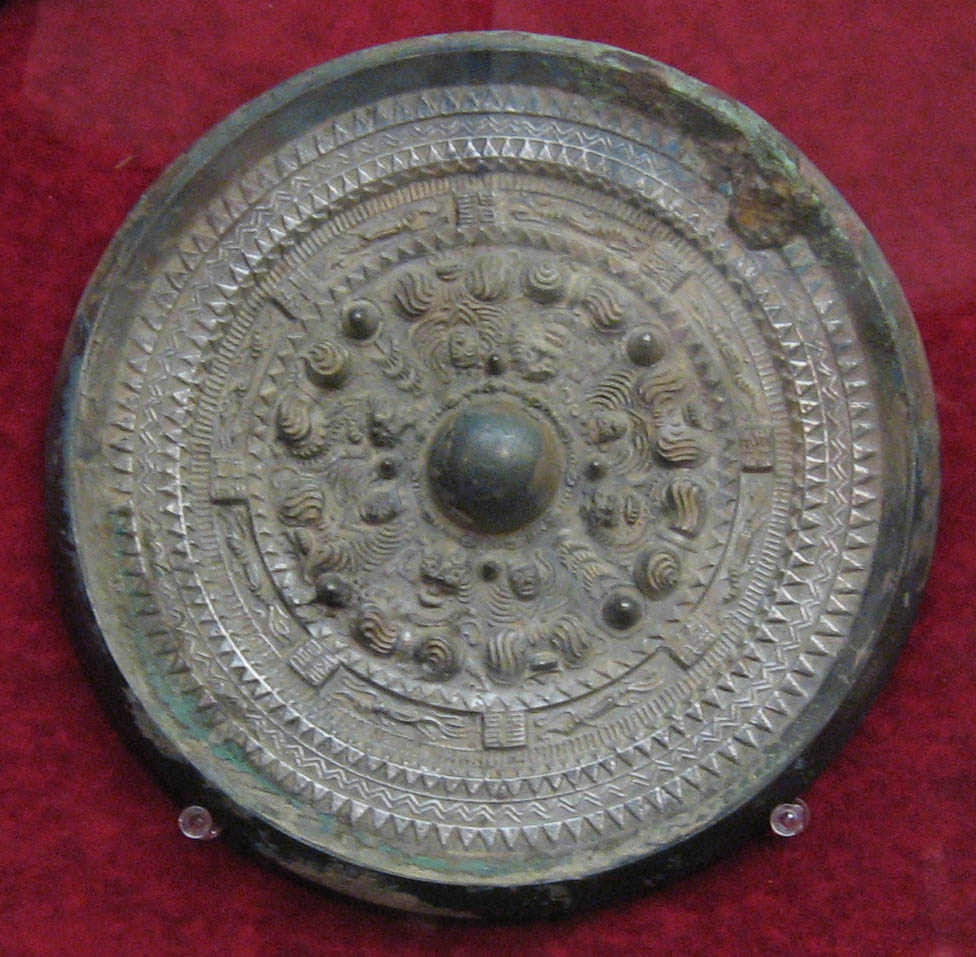
Mirall de bronze excavat a Tsubai-otsukayama kofun, Yamashiro (Kyoto)

### Orígens dels Yayoi
Els primers jaciments arqueològics són els d'Itazuke o els de Nabata, al nord de l'illa de Kyūshū. L'origen de la cultura Yayoi ha estat molt debatuda. La influència xinesa és òbvia en les armes de bronze i coure, els miralls de bronze, els dōtaku, així com al cultiu en arrossars per irrigació. Tres símbols importants de la cultura Yayoi son el mirall de bronze, l'espasa de bronze i la pedra segell reial.
En els darrers anys, més proves arqueològiques i genètiques han estat trobades tant a l'est de la Xina com a l'oest del Japó, que donen credibilitat a aquest argument. Entre els anys 1996 i 1999, un equip format per Satoshi Yamaguchi, un investigador del Museu Nacional de la Ciència, va comparar restes Yayoi trobades al Japó, a les prefectures de Yamaguchi i de Fukuoka, amb d'altres de la dinastia Han anterior (202 aC) a la província costanera xinesa de Jiangsu, i va trobar moltes semblances entre els cranis i les extremitats dels Yayoi i les restes de Jiangsu. Dos cranis de Jiangsu mostraven orificis on les dents frontals havien estat extretes, una pràctica habitual al Japó dels Yayoi i també durant l'anterior període Jōmon. Les mostres genètiques de tres dels 36 esquelets de Jiangsu també encaixaven en algunes parts bàsiques de les mostres d'ADN de restes Yayoi.
Alguns experts afirmen que també existeix una certa influència coreana. Aquesta inclou arrossars proveïts amb barreres, nous tipus d'eines de pedra polida, implementacions de fusta en l'agricultura, eines de ferro, tecnologia tèxtil, urnes de ceràmica, cobertura dels torns en la fabricació de ceràmiques, abandó d'assentaments, porcs domesticats i rituals amb mandíbules. Aquesta hipòtesi guanya força pel fet que la cultura Yayoi començà a la costa nord de Kyūshū, on Japó és més propera a Corea. La terrissa Yayoi, els túmuls i la forma d'emmagatzemament dels aliments són troballes molt semblants a les del sud de Corea.
Alguns experts, però, argumenten que el ràpid increment de quatre milions de persones al Japó entre els períodes Jōmon i Yayoi no pot ser explicat només per la immigració. Justifiquen l'increment, primerament, amb un canvi des d'uns hàbits de caça-recol·lecció, a uns basats en l'agricultura, amb la introducció de l'arròs. És molt probable que el cultiu d'arròs i la seva subsegüent deïficació permetessin un augment massiu de població. Tot i això, hi ha una clara evidència arqueològica que sustenta la idea que hi va haver un flux migratori de grangers des del continent cap al Japó, que va superar en nombre la població caçadora-recol·lectora nadiua.
Algunes peces de terrissa Yayoi mostren clarament la influència de la ceràmica Jōmon. A més, els Yayoi varen viure al mateix tipus d'assentaments circulars enfonsats que els Jōmon. Altres exemples de cultura compartida són les eines de pedra desbastades per a la caça, eines d'os per a la pesca, braçalets fets amb petxines, o habilitats de laca per a embarcacions i accessoris.
Avui dia, la teoria que els Yayoi eren una mescla entre els nadius Jōmon i immigrants de la Xina i de Corea és amplament acceptada, i es troba en els llibres de text japonesos.

### Waen els textos històrics

Peu d'impremta del segell daurat, inscrit: Rei de Wana de la dinastia Han (漢委奴國王)

Els primers registres escrits sobre la gent del Japó són trobats en les fonts xineses de l'època. Wa, la pronunciació japonesa d'un nom anterior del Japó en xinès, es troba per primera vegada el 57 dC. L'estat de Na a Wa (Japó) va rebre el segell daurat de l'emperador Guangwu de la dinastia Han posterior. Aquest esdeveniment va quedar enregistrat en el Llibre de Han posterior o Hou Han Shu, compilat per Fan Ye al segle v. El segell va ser trobat al nord de Kyūshū al segle xviii. Wa també és mencionat l'any 257 al Wei Zhi, una secció de les Cròniques dels Tres Regnes, escrites el segle iii per l'erudit Chen Shou.
Els primers historiadors xinesos van descriure Wa com una terra de centenars de comunitats tribals disperses, no com la terra unificada amb 700 anys de tradició com s'escriu en el llibre del segle VIII Nihon Shoki, una obra en part mítica, en part històrica, del Japó que data la creació de l'estat l'any 660 aC. Evidències arqueològiques suggereixen que hi havia conflictes freqüents entre assentaments o petits estats durant el període Yayoi. Molts dels assentaments descoberts eren construïts en fossars o sobre turons per millorar-ne la defensa. Esquelets enterrats sense cap com els trobats al jaciment de Yoshinogari són considerats com a exemple típic d'aquest fet. A l'àrea costanera del mar interior de Seto, es troben habitualment puntes de fletxes entre les possessions funeràries.
Fonts xineses del segle iii reporten que la gent de Wa vivia del peix cru, els vegetals i l'arròs servit en bambú i safates de fusta; xocaven les mans per pregar (encara es fa avui en dia als santuaris xinto) i construïen monticles funeraris de terra. També mantenien unes relacions de vassall-mestre, recol·lectaven tributs, tenien graners i mercats provincials i guardaven dol. Segons aquestes fonts, era una societat caracteritzada per enfrontaments violents.

### Yamataikoku

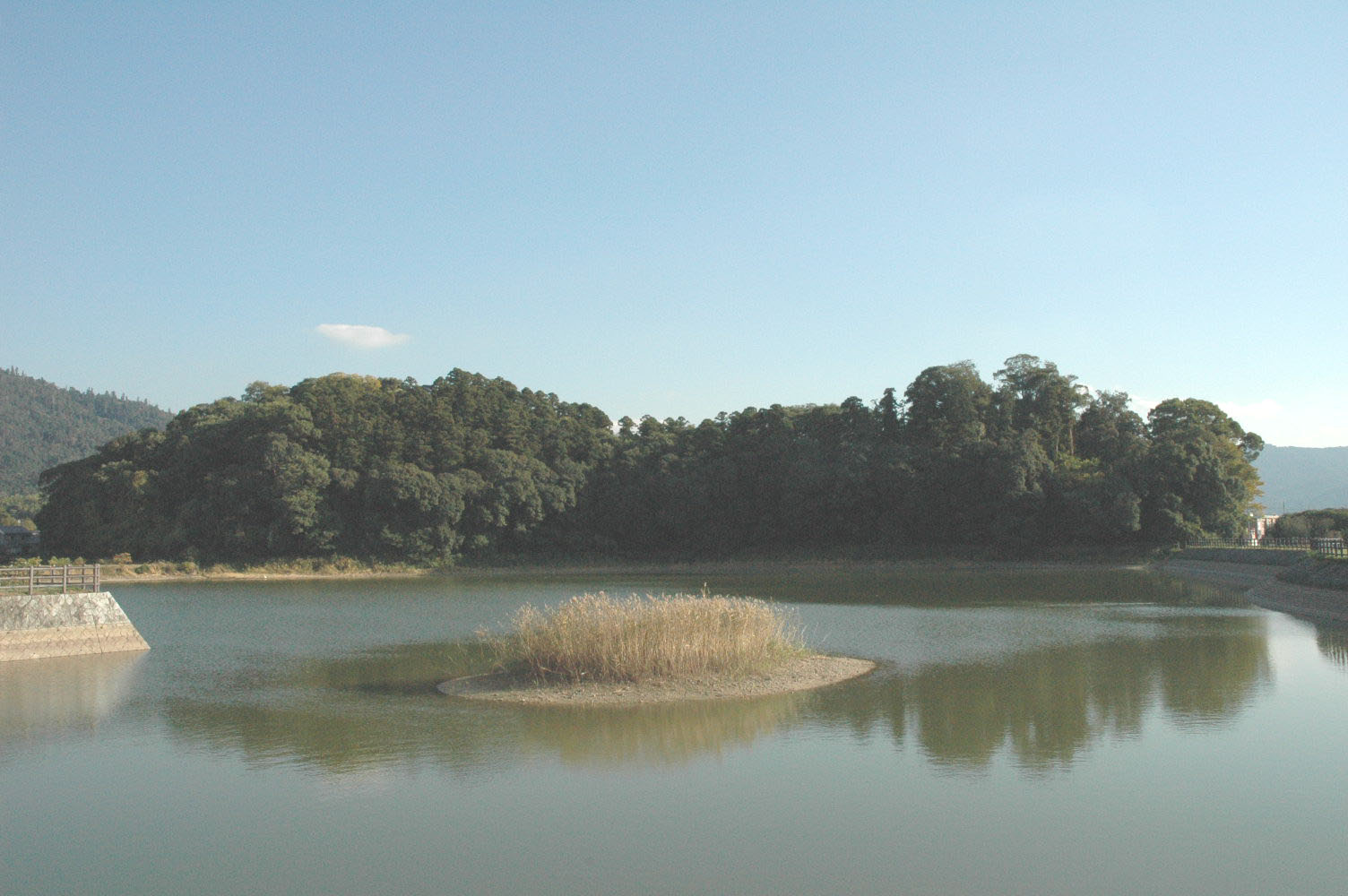
Hashihaka kofun, Sakurai (Nara)

El Wei Zhi, una secció de les Cròniques dels Tres Regnes, esmenta per primera vegada Yamataikoku i la reina Himiko al segle iii. D'acord amb aquestes fonts, Himiko va assumir el tron de Wa, com a líder espiritual, després d'una llarga guerra civil. El seu germà petit va ser qui duia a la pràctica els afers d'estat, que incloïen les relacions diplomàtiques amb la cort xinesa del Regne de Wei. En ser preguntats pels seus orígens per l'ambaixada de Wei, la gent de Wa van afirmar-se com a descendents del gran comte Tàibó de Wu, un personatge històric del Regne de Wu al delta del Iang-Tsé, a la Xina.
La localització de Yamataikoku i la identitat de la reina Himiko han estat subjectes d'estudi durant molts anys. Hi ha dos possibles jaciments, el de Yoshinogari a la prefectura de Saga i Makimiku a la prefectura de Nara. El consens general se centra entre aquestes dues localitzacions, el nord de Kyūshū o la regió de Kinki, a la part central de Honshū. Investigacions arqueològiques recents a Makimuku suggereixen que Yamataikoku estava situat en aquesta àrea. Alguns experts assumeixen que el kofun de Hashihaka a Makimuku és la tomba d'Himiko.
Tot i que els historiadors encara debaten la localització de Yamatai, els lingüistes accepten que el nom era una forma arcaica de dir Yamato (大和 'Japó', 'japonès').